# Progetto definitivo
Il progetto definitivo rappresenta una delle fasi della progettazione nell'ambito dell'architettura e dell'ingegneria civile, ed in particolare è la seconda delle fasi in cui è comunemente suddiviso un progetto e la sua stesura.
Il progetto definitivo è "redatto sulla base delle indicazioni del progetto preliminare approvato e di quanto emerso in sede di eventuale conferenza di servizi, contiene tutti gli elementi necessari ai fini dei necessari titoli abilitativi, dell'accertamento di conformità urbanistica o di altro atto equivalente.
Il progetto definitivo delinea gli aspetti fondamentali del progetto esecutivo.
Esso comprende i seguenti elaborati:
- relazione generale;
- relazioni tecniche e relazioni specialistiche quali quella geologica, geotecnica, idrogeologica, idraulica, archeologica ecc.;
- rilievi planoaltimetrici e studio dettagliato di inserimento urbanistico;
- elaborati grafici;
- studio di impatto ambientale ove previsto dalle vigenti normative ovvero studio di fattibilità ambientale;
- calcoli preliminari delle strutture e degli impianti;
- disciplinare descrittivo e prestazionale degli elementi tecnici;
- censimento e progetto di risoluzione delle interferenze;
- piano particellare di esproprio (solo se per realizzare l'intervento è necessario acquisire nuove aree);
- elenco dei prezzi unitari ed eventuali analisi;
- computo metrico estimativo;
- aggiornamento del documento contenente le prime indicazioni e disposizioni per la stesura dei piani di sicurezza;
- quadro economico con l'indicazione dei costi della sicurezza desunti sulla base del documento di cui al punto precedente.

Questi elaborati per determinazione motivata del responsabile del procedimento può subire modifiche ed integrazioni.
Se il progetto è posto a base di gara, invece del disciplinare descrittivo e prestazionale è presente un capitolato speciale d'appalto ed uno schema di contratto, in cui è anche indicata la sede e i tempi di redazione del progetto esecutivo.
In questo caso il progetto è corredato del piano di sicurezza e di coordinamento di cui all'articolo 100 del decreto legislativo 9 aprile 2008, n. 81 (Testo Unico sulla Sicurezza), sulla base del quale determinare il costo della sicurezza, nel rispetto dell'allegato XV del decreto legislativo 9 aprile 2008, n. 81.

## Gli elaborati che compongono il progetto definitivo

### La relazione descrittiva
La relazione descrittiva ha come finalità quella di fornire "i chiarimenti atti a dimostrare la rispondenza del progetto alle finalità dell'intervento, il rispetto del prescritto livello qualitativo, dei conseguenti costi e dei benefici attesi." In particolare essa:
- descrive con riferimento alla relazione illustrativa contenuta nel progetto preliminare i criteri usati per le scelte di progettazione relativa alle strutture ed agli impianti, le caratteristiche dei materiali da utilizzare e gli aspetti ambientali di inserimento dell'opera nel territorio, con particolare attenzione alla sicurezza, funzionalità e costo di gestione dell'opera;
- riferisce le informazioni riguardanti la topografia, la geologia, l'idrologia, geotecnica, il paesaggio, e  l'ambiente, il patrimonio storico, archeologico e culturale in riferimento al contesto in cui dovrà sorgere l'opera;
- indica le cave e le discariche da utilizzare e riferisce delle relative autorizzazioni;
- indica le soluzioni adottate per il superamento delle barriere architettoniche;
- riferisce sull'idoneità delle reti esterne di servizi e sulle interferenze che le reti aeree (elettriche e telefoniche) e sotterranee (reti fognarie, di acqua e gas) hanno con le strutture da realizzare;
- contiene le informazioni sulle motivazioni che hanno indotto il progettista ad eventuali discostamenti dal progetto preliminare;
- indica le eventuali opere di arricchimento e valorizzazione artistica ed architettonica;
- riferisce il tempo necessario alla redazione del programma esecutivo, aggiornando se necessario il cronoprogramma presente nel progetto preliminare.

Quando il progetto definitivo è posto a base di gara d'appalto e riguarda interventi complessi il progetto definitivo contiene anche:
- una rappresentazione grafica degli elementi da costruire suddivisa secondo una scala gerarchica dal generale al particolare;
- un diagramma rappresentante la successione logico-temporale degli interventi.

### Le relazioni geologica, geotecnica, idrologica e idraulica
La relazione geologica comprende l'identificazione delle strutture geologiche presenti nel sito e loro studio anche da un punto di vista stratigrafico, strutturale, geomorfologico, litotecnico e fisico, ed uno studio sul comportamento del sottosuolo in assenza ed in presenza di strutture sovrastanti.
La relazione geotecnica definisce il comportamento del volume di terreno influenzato direttamente o indirettamente dalle strutture, e illustra i calcoli geotecnici effettuati per determinare il rapporto tra l'opera ed il terreno.
Le relazioni idrologiche ed idrauliche illustrano gli studi effettuati riguardo alle acque meteoriche, superficiali e sotterranee.

### La relazione tecnica e specialistica
La relazione tecnica e specialistica chiarisce le soluzioni adottate in materia di problemi specialistici.

### Lo studio di impatto ambientale
Lo studio di impatto ambientale si realizza quando si verificano le condizioni previste dal D.lgs 152/06 come modificato dai successivi D.lgs 4/2008 e 128/2010. In attesa di un aggiornamento previsto dal citato decreto legislativo lo studio di impatto ambientale è elaborato secondo le indicazioni del DPCM 27/12/88 che prevede che suddivide lo Studio di Impatto Ambientale in tre quadri di riferimento: programmatico, progettuale e ambientale.
Il quadro di riferimento programmatico fornisce le relazioni esistenti tra l'opera progettata e gli atti di pianificazione territoriale locali. In particolare comprende:
- una descrizione del progetto in relazione alle pianificazioni territoriali in cui l'opera dovrebbe rientrare;
- la determinazione della coerenza del progetto con i fini propri della pianificazione del territorio, evidenziando:
  1. le eventuali modificazioni con riguardo alle ipotesi di sviluppo promosse dalla pianificazione;
  2. l'indicazione degli interventi connessi alla realizzazione dell'opera;
- l'indicazione dei tempi di esecuzione della struttura e di eventuali opere infrastrutturali connesse;
- la descrizione dell'attualità del progetto e delle eventuali modifiche occorse;
- le eventuali disarmonie di previsione.

Il quadro di riferimento progettuale descrive l'inquadramento del progetto nel territorio. Esso precisa le caratteristiche dell'opera progettata con particolare riferimento a:
- la natura dei servizi o dei beni offerti;
- il grado di copertura della domanda ed il grado di soddisfacimento in funzione delle differenti ipotesi analizzate;
- la prevedibile evoluzione quantitativo-qualitativa della domanda-offerta in relazione alla vita utile della struttura;
- l'articolazione delle lavorazioni necessarie alla realizzazione dell'opera ed al suo pieno esercizio;
- i criteri utilizzati dal progettista nella scelta della locazione;
- le caratteristiche tecniche e fisiche del progetto;
- l'insieme dei vincoli cui è sottoposto il progetto (norme, piani territoriali, piani urbanistici, ...);
- le motivazioni tecniche della scelta progettuale in riferimento alle principali alternative prese in esame;
- le misure che eventualmente si dovranno adottare per attenuare gli impatti ambientali in fase di costruzione e di esercizio dell'opera;
- gli interventi tesi all'ottimizzazione dell'inserimento nel contesto e a riequilibrare gli eventuali squilibri creati.

Il quadro di riferimento ambientale:
- definisce l'ambito territoriale;
- descrive i sistemi ambientali interessati con particolare attenzione alle situazioni già critiche;
- documenta i livelli di qualità preesistenti l'intervento e gli eventuali fenomeni di degrado in atto;
- stima qualitativamente e quantitativamente l'impatto ambientale dell'opera;
- descrive le modificazioni nelle condizioni d'uso reale o potenziale del territorio in rapporto alla situazione preesistente l'opera;
- descrive le prevedibili variazioni delle componenti ambientali in seguito all'intervento;
- stima la modifica dei livelli di qualità ambientale;
- definisce gli strumenti e i criteri di misura per la gestione, il controllo e ove necessario il monitoraggio ambientale;
- illustra i sistemi di intervento in caso di emergenze particolari.

### Lo studio di fattibilità ambientale
Lo studio di fattibilità ambientale indica le misure necessarie alla riqualificazione ambientale e territoriale dell'area in seguito alla costruzione dell'opera, partendo dalle indicazioni già fornite nel progetto preliminare. Esso tiene conto dei vincoli presenti nell'area interessata. Deve permettere il rilascio di tutte le approvazioni e autorizzazioni necessarie in materia ambientale.

### Elaborati grafici
Gli elaborati grafici descrivono le principali caratteristiche dell'opera da realizzare. Per le opere puntuali, salva diversa indicazione del progettista, sono costituiti da:
- stralcio dello strumento urbanistico con indicazione della posizione dell'opera;
- planimetria d'insieme corredata di curve di livello e distanze dalle opere preesistenti;
- planimetria corredata da sezioni significative e tabella riassuntiva dei volumi e delle superfici dell'opera. In caso di ristrutturazione di opera preesistente è necessaria l'indicazione delle parti da eliminare e delle parti nuove con opportuni strumenti grafici;
- pianta dei vari livelli con indicazione della destinazione d'uso, della quota altimetrica e delle strutture portanti. In caso di ristrutturazione di opera preesistente è necessaria l'indicazione delle parti da eliminare e delle parti nuove con opportuni strumenti grafici;
- almeno due sezioni, trasversale e longitudinale, indicanti anche l'andamento del terreno prima e dopo l'intervento. Sono riferite anche le altezze nette dei vari piani, dei solai e dell'intero edificio. In caso di ristrutturazione di opera preesistente è necessaria l'indicazione delle parti da eliminare e delle parti nuove con opportuni strumenti grafici;
- tutti i prospetti, con disegno schematico anche delle eventuali facciate adiacenti. In caso di ristrutturazione di opera preesistente è necessaria l'indicazione delle parti da eliminare e delle parti nuove con opportuni strumenti grafici;
- elaborati grafici atti a illustrare il progetto strutturale nelle sue caratteristiche fondamentali, con particolare attenzione alle fondazioni;
- schemi funzionali e dimensionamento di massima degli impianti da collocare nell'opera;
- planimetrie e sezioni riportanti i tracciati delle reti impiantistiche.

Per le opere a rete:
- stralcio del documento urbanistico con indicazione dell'esatto tracciato che dovrà seguire l'opera;
- planimetria generale con rappresentazione delle curve di livello;
- profili longitudinali e sezioni trasversali;
- piante sezioni e prospetti.

### Calcoli preliminari delle strutture e degli impianti
I calcoli preliminari delle strutture e degli impianti devono consentire il dimensionamento e la specificazione delle caratteristiche delle strutture e degli impianti.

### Disciplinare descrittivo e prestazionale degli elementi tecnici
Il disciplinare descrittivo e prestazionale degli elementi tecnici contiene informazioni riguardanti tutti i contenuti prestazionali previsti nel progetto, con riferimento agli elementi tecnici e di abbellimento architettonico.

### Piano particellare di esproprio
Il piano particellare di esproprio è redatto in base alle mappe catastali e comprende anche le espropriazioni e gli asservimenti necessari al passaggio di strade e corsi d'acqua. In esso sono indicate tutte le ditte soggette ad esproprio, asservimento o occupazione temporanea, con relativa indicazione delle superfici interessate e delle indennità previste per ogni ditta (se l'acquisizione dell'area è a carico dell'appaltatore, quest'ultimo può richiedere l'indennizzo per il pagamento di tali indennità).

### Stima sommaria dell'intervento
La stima sommaria dell'intervento è redatto tramite un computo metrico estimativo cui sono applicati i prezzi unitari delle lavorazioni necessarie. Esso, in funzione delle caratteristiche dell'intervento, può prevedere somme da accantonare per lavorazioni in economia.